# Monique Ilboudo
Monique Ilboudo (Ouagadougou, 1959) is een Burkinees schrijfster, politica en activiste.
Ilboudo studeerde Rechtswetenschappen aan de Universiteit van Ouagadougou en aan de Universiteit Rijssel II, en promoveerde aan de Universiteit Parijs XII. Tussen 1992 and 1995 schreef ze de column Féminin Pluriel in het dagblad L'Observateur Paalga. In 1994 was ze een van de geïnterviewde vrouwen de documentaire Femmes aux yeux ouverts van Anne-Laure Folly.
Vanaf 2000 was ze Staatssecretaris en vanaf 2002 Minister voor de Mensenrechten in haar land. Later werd ze ambassadrice bij de Noordse landen en de Baltische staten.

## Werken
- 1992: Le mal de peau. Imprimerie Nationale du Burkina
- 2000: Nyamirambo: recueil de poésies. Le Figuier. ISBN 978-2-84258-067-4 (met Nocky Djedanoum)
- 2000: Murekatete. Rijssel: Editions du Figuier
- 2001: Le Mal de Peau. Le Serpent à Plumes
- 2006: Droit de cité: être femme au Burkina Faso. ISBN 978-2-89091-244-1

- Bibliothèque nationale de France: cb12951897p (data)
- Gemeinsame Normdatei: 1163977772
- International Standard Name Identifier: 0000 0000 7362 806X
- Library of Congress Control Number: no96004361
- Nationale Bibliotheek van Israël: 987007420410705171
- Nederlandse Thesaurus van Auteursnamen: 17069027X
- Réseau des bibliothèques de Suisse occidentale: 02-A006505667
- Système universitaire de documentation: 055797709
- Virtual International Authority File: 56741205
- WorldCat: E39PBJdcBYP9V3TRx8M6qxbyBP